# 007 (gioco)
007, conosciuto anche come Standoff, Shield, Ammunition, Gun o James Bond è un gioco di mano a eliminazione per bambini, di origine incerta e diffuso in diversi paesi del mondo a partire almeno dalla fine del XX secolo.

## Regole
Nel gioco base i bambini si pongono in cerchio (di fronte se solo due) e scandiscono insieme lentamente le parole "zero... zero.. sette" battendo le mani sulle gambe prima di fare uno dei gesti del gioco:
- ricarica: la persona si tocca le tempie: si carica un proiettile
- sparo: la persona punta le mani a pistola contro un'altra: occorre avere almeno un proiettile (all'inizio del gioco si ha 0). Il bersaglio è eliminato, a meno che non abbia fatto "scudo"
- scudo: la persona incrocia le braccia davanti al petto

Vince l'ultimo giocatore che rimane in gioco.

### Mosse aggiuntive
Esistono diverse varianti, soprattutto della versione base, che aggiungono possibili mosse. Si possono citare ad esempio:
- bazooka: la persona imita un colpo di bazooka, consumando tre proiettili. il bersaglio viene eliminato anche se protetto, tuttavia il bazooka spara per ultimo, e quindi non spara se nel frattempo un'altra persona ha sparato al giocatore
- specchio: il giocatore pone i palmi a aperti di fronte a sé: se viene fatto oggetto di sparo, il colpo viene rimbalzato all'attaccante. Consuma un proiettile.
- granata: il giocatore fa l'azione di lanciare una granata, qualsiasi difesa a parte lo specchio non valgono. consuma 5/10 colpi (varia da città a città)
- carrarmato: il giocatore pone il palmo della mano sinistra sotto il gomito destra e fa segno di sparare, qualsiasi difesa viene distrutta, esso consuma 15 colpi (veniva usato in modo che nessuno potesse usare lo scudo all'infinito, finendo in una partita lunghissima)

### Variante Standoff
Non esiste il computo dei proiettili, ma le mosse sono le seguenti:
- sparo al bersaglio: la persona punta un bersaglio: se il bersaglio viene eliminato, a meno che si stessa sparando da solo: in tal caso vengono eliminate tutte le persone che gli stanno sparando
- sparo a sé stessi: la persona porta le dita alla tempia; se nessun altro le sta sparando, la persona è eliminata, in caso contrario la perosna è salva e tutte le persone che le hanno sparato sono eliminate
- sparo in aria: la persona mima il gesto di sparare in aria: nessun effetto